# Concerto pour violon no 16 de Viotti
Pour les articles homonymes, voir Concerto pour violon (homonymie).
Le Concerto pour violon et orchestre no 16 G.85 en mi mineur est un concerto de Giovanni Battista Viotti. Composé entre 1788 et 1790, il comporte trois mouvements..

## Analyse de l'œuvre
1. Adagio non troppo - Allegro
2. Adagio
3. Allegro